# Valeriana martjanovii
Valeriana martjanovii är en kaprifolväxtart som beskrevs av Porphyriy Nikitich Krylov. Valeriana martjanovii ingår i släktet vänderötter, och familjen kaprifolväxter. Inga underarter finns listade i Catalogue of Life.